# Каульбарс, Карл Романович
Барон Карл Романович Каульбарс (23 ноября (5 декабря) 1802 — 28 августа (9 сентября) 1870) — генерал-лейтенант Русской императорской армии, командир 4-й лёгкой кавалерийской дивизии.

## Биография
Родился 23 ноября 1802 года, происходил из баронского рода Эстляндской губернии. Отец — барон Родион (Роман) Каульбарс (Reinhold August von Kaulbars, 1767—1846), эстляндский ландрат, подполковник российской армии в отставке, сын шведского генерал-лейтенанта барона Густава Вильгельма Каульбарса (Gustav Wilhelm von Kaulbars, 1733—1814) и баронессы Доротеи Менгден (Dorothea von Mengden, 1743—1806). Мать — Наталия Адеркас (Natalie von Aderkas, 1773—1847), дочь секунд-майора русской армии Рейнгольда Адеркаса (Reinhold Wilhelm von Aderkas) и Анны Пистолькорс (Anna Luise von Pistolkors).
В военную службу вступил юнкером 5 ноября 1818 года в Инженерный корпус. Произведён в прапорщики 31 декабря 1820 года. В 1824 году переведён подпоручиком в Лейб-гвардии Конно-пионерный эскадрон. В 1826 году произведён в поручики.
В 1828—1829 годах принимал участие в кампании против турок и за отличие при осаде крепости Варна был награждён орденом св. Владимира 4-й степени с бантом. В 1829 году произведён в штабс-капитаны.
В 1831 году находился в Польше, где сражался с повстанцами, за что был награждён орденом Святой Анны 2-й степени и польским знаком отличия за военное достоинство 4-й степени. В 1832 году произведён в капитаны, а в 1833 — в подполковники.
С 1833 года по 1846 год — командир 1-го конно-пионерного эскадрона. В 1836 году произведён в полковники. В 1846 году назначен командиром драгунского Его Императорского Высочества Наследника Цесаревича полка.
6 декабря 1846 года произведён в генерал-майоры с оставлением командиром полка, 1 января 1852 года получил назначение командиром 1-й бригады 1-й легкой кавалерийской дивизии. В начале 1857 года получил в командование 4-ю лёгкую кавалерийскую дивизию и 6 декабря того же года произведён в генерал-лейтенанты.
В 1858 году вышел в отставку по семейным обстоятельствам.
Находясь в отставке, проживал в Ревеле, где и скончался 28 августа 1870 года.

## Семья
Был дважды женат.
Первая жена — Наталья Федоровна, урожд. Энгельгардт (1807—1881), дочь бригадира русской армии Фридриха (Федора) Энгельгардта и француженки Каролины де Ришар (de Richard), сестра В.Ф. и  Н.Ф.Энгельгардтов.
Дети от первого брака:
- Екатерина Карловна (1833—1912), в замуж. фон Бреверн
- Роман Карлович (1835—1902) — начальник движения Петербуржско-Варшавской железной дороги. Его потомки живут в России[1]
- Федор Карлович (1836—1877) — полковник, командир 118-го Шуйского пехотного полка, погиб во время второго штурма Плевны
- Мария Карловна
- Анна Карловна (1839—1851), в замуж. Унгерн-Штернберг

Вторая жена — Мария Александровна, урожд. фон Эссен (1838—1916), дочь генерал-майора Александра Карловича фон Эссен и Софьи Петровны Капцевич
Дети от второго брака:
- Евгений Карлович (1862—1919) — камергер, полковник Лейб-гвардии Уланского полка, расстрелян органами ЧК[2]
- Елена Карловна
- Владимир Карлович (1865—1893), поручик
- Ольга Карловна (1866—1874)
- Александр Карлович (1868—1912), капитан 2-го ранга

Брат Василий (Hermann Wilhelm Freiherr von Kaulbars, 1798—1888) также был генерал-лейтенантом и служил по кавалерии. Известные генералы Александр Васильевич Каульбарс и Николай Васильевич Каульбарс приходились Карлу Романовичу племянниками.

## Награды
Среди прочих наград Каульбарс имел ордена:
- Орден Святого Владимира 4-й степени с бантом (1828 год)
- Орден Святой Анны 2-й степени (1831 год, императорская корона к этому ордену пожалована в 1834 году)
- Польский знак отличия за военное достоинство 4-й степени (1831 год)
- Орден Святого Владимира 3-й степени (1837 год)
- Орден Святого Георгия 4-й степени (17 декабря 1844 года, за беспорочную выслугу 25 лет в офицерских чинах, № 7164 по кавалерскому списку Григоровича — Степанова)
- Орден Святого Станислава 1-й степени (1850 год)
- Орден Святой Анны 1-й степени (1854 год)